# TWM
TWM (dříve Tom's Window Manager, pak Tab Window Manager a nyní Timeless Window Manager) je jednoduchý správce oken, který je základní součástí X Window Systemu (X.Org, XFree86). Je velmi rychlý, protože nepoužívá žádné knihovny – kromě těch, které jsou součástí X.[zdroj?]
V současné době do něj již nejsou přidávány nové funkce, ale existují správci oken, kteří z něj přímo vycházejí, např. VTWM nebo CTWM.